# Turi Vasile
Turi Vasile, né à Messine le 22 mars 1922 et mort à Rome le 1er septembre 2009, est un producteur italien, metteur en scène, dramaturge, scénariste, critique de cinéma et auteur.

## La vie et la carrière
Né à Messine en Sicile, Turi Vasile commence à travailler en tant que dramaturge et metteur en scène de théâtre au début des années 1940.
Après avoir été assistant de Augusto Genina, à partir du milieu des années 1940, il écrit un certain nombre de scénarios pour des films réalisés par Mario Camerini, Eduardo De Filippo, Gianni Franciolini et Alessandro Blasetti.
À partir des années 1950, il s'axe sur la production et produit de nombreux films pour des réalisateurs tels que Federico Fellini, Michelangelo Antonioni, Dino Risi, Luigi Comencini, Antonio Pietrangeli ou Franco Brusati.
Il a également été actif en tant que réalisateur, critique de cinéma et auteur, et il a été président de l'Istituto nazionale del dramma antico (it).

## Filmographie partielle

### Scénariste
- 1952 : Les Coupables (Processo alla città) de Luigi Zampa
- 1953 : Les Vaincus (I vinti) de Michelangelo Antonioni

### Réalisateur
- 1956 : Sulle strade di notte, coréalisé avec Luigi Di Gianni (téléfilm)
- 1957 : Classe di ferro (it)
- 1957 : Responsabilité limitée (I colpevoli)
- 1958 : Promesse di marinaio
- 1958 : Jambes d'or (Gambe d'oro)
- 1959 : Roulotte e roulette
- 1960 : Le signore (it)

### Producteur
- 1965 : Je la connaissais bien (Io la conoscevo bene) d'Antonio Pietrangeli
- 1968 : Une veuve dans le vent (Meglio vedova) de Duccio Tessari
- 1968 : Le Bâtard (I bastardi) de Duccio Tessari
- 1970 : Adieu à Venise (Anonimo veneziano) d'Enrico Maria Salerno
- 1972 : Fellini Roma de Federico Fellini
- 1980 : Cobra (Il giorno del cobra) d'Enzo G. Castellari